# Двухфотонное поглощение
Двухфотонное поглощение — процесс, при котором электрон в молекуле или атоме в результате поглощения двух
фотонов внешнего излучения переходит из одного связанного состояния в другое. При этом разность энергий между состояниями электрона равна сумме энергий двух фотонов. Поскольку вероятность поглощения одного фотона пропорциональна интенсивности возбуждающего света, а вероятность поглощения двух фотонов в одном элементарном акте пропорциональна квадрату интенсивности света, при высокой интенсивности света двухфотонное поглощение может стать преобладающим.

## Области применения
- лазерная литография и обработка изделий;
- управление химическими реакциями;
- сканирование тела человека;
- лечение раковых заболеваний;